# Vase d'Ishtar
Le vase d'Ishtar est un vase du début du IIe millénaire av. J.-C. de la civilisation mésopotamienne qui est conservé au département des Antiquités orientales du Louvre et présenté au public à la salle 3 du rez-de-chaussée de l'aile Richelieu.

## Description
Ce vase de terre cuite mesure 26,2 cm de hauteur pour un diamètre de 13 cm. Il est peint et incisé et décoré d'oiseaux de profil au registre supérieur et de poissons au registre inférieur. La déesse Ishtar est présentée en tenue de Clergé, c'est-à-dire nue portant une tiare à cornes. Son nombril et son triangle pubique ont été fortement soulignés par l'artisan. Ses mains sont ouvertes en position d'orante. Elle est entourée d'un taureau et d'une tortue. Selon Hérodote, il existait dans l'ancienne Mésopotamie un culte à Ishtar, déesse de l'amour et de la fécondité, qui autorisait la prostitution sacrée.
Ce vase a été découvert par André Parrot à Larsa en 1933. Le numéro d'inventaire du vase d'Ishtar est AO 17000.